# Stipagrostis
Stipagrostis,  es un género de plantas herbáceas de la familia de las gramíneas o poáceas. Es originario de África, el sudoeste de Asia, al noroeste de la India.  Comprende 70 especies descritas y de estas, solo 56 aceptadas.

## Descripción
Son plantas perennes densamente peludas, sufrútices con la base rizomatosa con nudos, o anuales delicadas. Láminas foliares estrechas o cilíndricas, a veces de hojas caducas dejando vainas y tallos de clorofila como los principales órganos fotosintéticos. Panícula abierta. Espiguillas 1-florecido con glumas escariosas; lema cilíndrica;  palea por lo general menos de la mitad  que el lema.

## Taxonomía
El género fue descrito por Christian Gottfried Daniel Nees von Esenbeck y publicado en Linnaea 7(3): 290. 1832. La especie tipo es: Stipagrostis capensis
Etimología
Stipagrostis: nombre genérico que se compone de  las palabras griegas stupe (estopa) o stuppeion (fibra) y Agrostis (una hierba de forraje), en alusión tanto a sus plumosas aristas o como una semejanza con Stipa (otro género de la misma familia). 
Citología
El número cromosómico básico es x = 11, con números cromosómicos somáticos de 2n = 22 y 44. 2 y 4 ploides. Cromosomas relativamente 'pequeños'.

## Especies
| - Stipagrostis acutiflora - Stipagrostis affinis - Stipagrostis amabilis - Stipagrostis anomala - Stipagrostis arabiifelicis - Stipagrostis arachnoidea - Stipagrostis barbata - Stipagrostis brachyathera - Stipagrostis brachypoda - Stipagrostis brevifolia - Stipagrostis capensis - Stipagrostis ciliata - Stipagrostis damarensis - Stipagrostis dhofariensis - Stipagrostis dinteri - Stipagrostis drari - Stipagrostis drarii - Stipagrostis dregeana - Stipagrostis fallax - Stipagrostis fastigiata - Stipagrostis foexiana - Stipagrostis fungens - Stipagrostis garubensis - Stipagrostis geminifolia - Stipagrostis giessii | - Stipagrostis gonatostachys - Stipagrostis grandiglumis - Stipagrostis griffithii - Stipagrostis hermanii - Stipagrostis hermannii - Stipagrostis hirtigluma - Stipagrostis hochstetterana - Stipagrostis hochstetteriana - Stipagrostis karelinii - Stipagrostis lanata - Stipagrostis lanipes - Stipagrostis libyca - Stipagrostis lutescens - Stipagrostis masirahensis - Stipagrostis multinerva - Stipagrostis namaquensis - Stipagrostis namibensis - Stipagrostis obtusa - Stipagrostis oranensis - Stipagrostis papposa - Stipagrostis paradisea - Stipagrostis pellytronis - Stipagrostis pennata - Stipagrostis plumosa | - Stipagrostis pogonoptila - Stipagrostis prodigiosa - Stipagrostis proxima - Stipagrostis pungens - Stipagrostis raddiana - Stipagrostis ramulosa - Stipagrostis rigidifolia - Stipagrostis sabulicola - Stipagrostis sahelica - Stipagrostis schaeferi - Stipagrostis scoparia - Stipagrostis seelyae - Stipagrostis shawii - Stipagrostis sokotrana - Stipagrostis subacaulis - Stipagrostis szovitsiana - Stipagrostis tenuirostris - Stipagrostis uniplumis - Stipagrostis vexillifera - Stipagrostis vexillifeta - Stipagrostis vulnerans - Stipagrostis xylosa - Stipagrostis zeyheri - Stipagrostis zittelii |